# 존 콜리코스

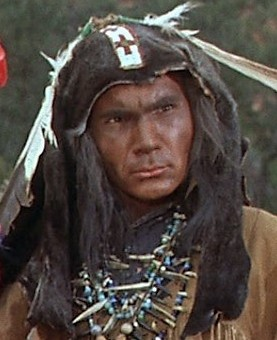

존 콜리코스(John Colicos, 1928년 12월 10일 ~ 2000년 3월 6일)는 캐나다의 영화배우, 텔레비전 배우이다.
토론토에서 태어났으며 토론토에서 사망하였다. 사인은 심근 경색이다.

## 영화
- W 밀약 (1996년)
- 노 콘테스트 (1994년)
- 암흑가의 보스 (1989년)
- 노웨어 하이드 (1987년)
- 더 라스트 시즌 (1986년)
- 나이트 히트 (1985년)
- 크립쇼 (1982년)
- 포스트맨은 벨을 두 번 울린다 (1981년) - 닉 파파다키스 역
- 포비아 (1980년) - 바네스 역
- 베틀스타 갤럭티카 3 (1980년)
- 더 체인질링 (1980년) - 드 위트 역
- 파라다이스 커넥션 (1979년)
- 배틀스타 갤럭티카 2 (1978년)
- 배틀스타 갤럭티카 (1978년)
- 배틀스타 갤럭티카 - 78년 시리즈 (1978년)
- 솔로몬 왕의 보물 (1977년)
- 드럼 (1976년)
- 스콜피오 (1973년)
- 롬멜 습격 작전 (1971년)
- 닥터 게논 (1969년)
- 천일의 앤 (1969년) - 토마스 크롬웰 역
- 하와이 5-0수사대 (1968년)
- 제5전선 (1966년)
- 스타트렉 시즌1 27화 자비의 전령 (1966년) - 클링언 사령관 코르 역
- 올리버 트위스트 (1959년)
- 디즈니랜드 (1954년) - 모로니 역